# І Всеукраїнський військовий з'їзд
I Всеукраїнський військовий з'їзд — військовий з'їзд, що проходив з 18-го по 21 травня 1917 року в Києві. У його роботі взяли участь близько 900 делегатів з різних військових частин, українських груп, товариств та організацій армій всіх фронтів, Балтійського і Чорноморського флотів, а також окремих гарнізонів і округів України, що представляли інтереси понад 1,5 мільйонів військових українців.